# Katarína Hasprová
Katarina Hosprova (Bratislava, 10 september 1972) is een Slowaaks zangeres.

## Eurovisiesongfestival
Katarina vertegenwoordigde Slowakije op het Eurovisiesongfestival van 1998, in Birmingham.
Bij het eerste land van de televoting kreeg ze 8 punten. Het leek dus veelbelovend, maar daarna kreeg ze geen punten meer en uiteindelijk eindigde 21ste, en hield zo slechts vier landen achter zich. Hierna trok Slowakije zich voor lange tijd terug uit het festival. Pas in 2009 is hier verandering ingekomen.

## Verdere carrière
Katarina zingt (en danst) nog steeds in Slowakije, maar ze zit ook veel in Tsjechië.